# Дубровицы (усадьба)

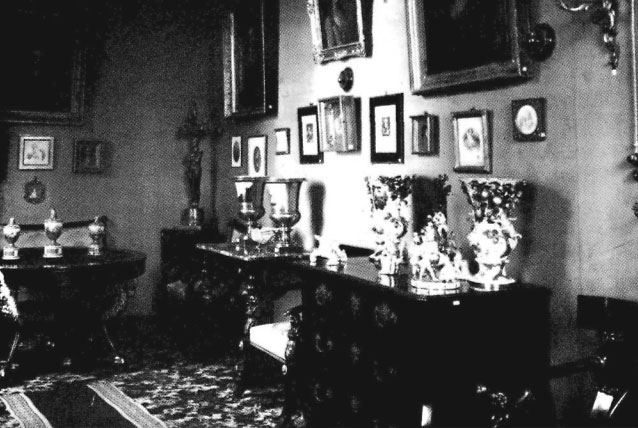
Гостиная в усадьбе Дубровицы (Голицыных), начало XX века

Дубро́вицы — дворянская усадьба в одноимённом посёлке на берегу рек Пахры и Десны. Расположена в 36 км от центра Москвы в Подольском округе. Усадьбу также называют Голицынской по фамилии бывших владельцев. Усадьба знаменита находящейся в ней  уникальной Знаменской церковью.

## История
Впервые село Дубровицы упоминается в 1627 году, тогда это была боярская вотчина. В древности на этом месте была неолитическая стоянка и поселение раннежелезного века, которые получили в археологии название селище Дубровицкое. Владельцем усадьбы был боярин Иван Морозов, который возглавлял в то время Владимирский судный приказ. Перед смертью он постригся в монахи под именем Иоакима, а имение в 1656 году завещал дочери Аксинье (Ксении), которая была замужем за князем Иваном Голицыным. В 1662 году здесь был поставлен новый деревянный храм. В 1688 году хозяином усадьбы стал сподвижник Петра I князь Борис Голицын. Он решил построить новый каменный храм в Дубровицах; в 1690 году деревянная Ильинская церковь была перенесена в соседнюю деревню Лемешево. Для строительства нового храма во имя образа Знамения Пресвятой Богородицы, по одной из версий, был приглашён архитектор-итальянец, по другой, весьма вероятной, храм возведён по проекту шведского  архитектора Никодемуса Тессина Младшего. Строительство велось из местного камня, добываемого в Подольских каменоломнях. Часто на строительство приезжал и сам царь. В 1697 году храм был построен.
Считается, что патриарх Адриан отказался освящать храм, сославшись на слишком сильное подражание архитектуры храма католическому стилю. На самом деле в эти годы патриарх Адриан был сильно болен, парализован и не выезжал со своего подворья.  Лишь в 1704 году, в присутствии Петра Великого, храм был освящён Стефаном Яворским и получил название Знаменской церкви.
После Голицыных Дубровицами владел Григорий Потёмкин, у которого, после посещения Дубровиц, усадьбу купила Екатерина II, чтобы подарить её другому своему фавориту, графу Александру Дмитриеву-Мамонову. После смерти отца усадьбу унаследовал сын — Матвей Александрович Дмитриев-Мамонов. Матвей Александрович участвовал в войне 1812 года и заграничном походе русской армии 1813—1814 годов, хотел достичь успеха в военной карьере, однако оставил службу и жил в усадьбе. Во время войны 1812 года в усадьбе хозяйничали французы и останавливались русские части — участники Тарутинского манёвра.
Вернувшись в Москву, Мамонов жил по большей части в Дубровицах, уединенно (помимо Дубровиц он владел домом на Тверской), организовал в стенах усадьбы тайное общество «Орден русских рыцарей», затеял переустройство усадьбы и территории. При нём первоначально барочный дворец был перестроен в классическом стиле. К торцам дома были пристроены белокаменные крыльца с полукруглыми лестницами, создан Гербовый зал, украшенный фамильными гербами владельцев и гербами неизвестного происхождения — предположительно связанными с тайным обществом, созданным Мамоновым. В 1820-х годах Дмитриев-Мамонов вступает в конфликт с московским генерал-губернатором Дмитрием Голицыным, в 1825-м отказывается присягать новому государю Николаю I, дерзит и пишет оскорбительные письма власть имущим. В результате Мамонова арестовывают, перевозят в Москву, обследуют и признают недееспособным. Имущество и самого графа отправляют под Дворянскую опеку — Мамонов доживает свой век в Москве на Мамоновой даче.

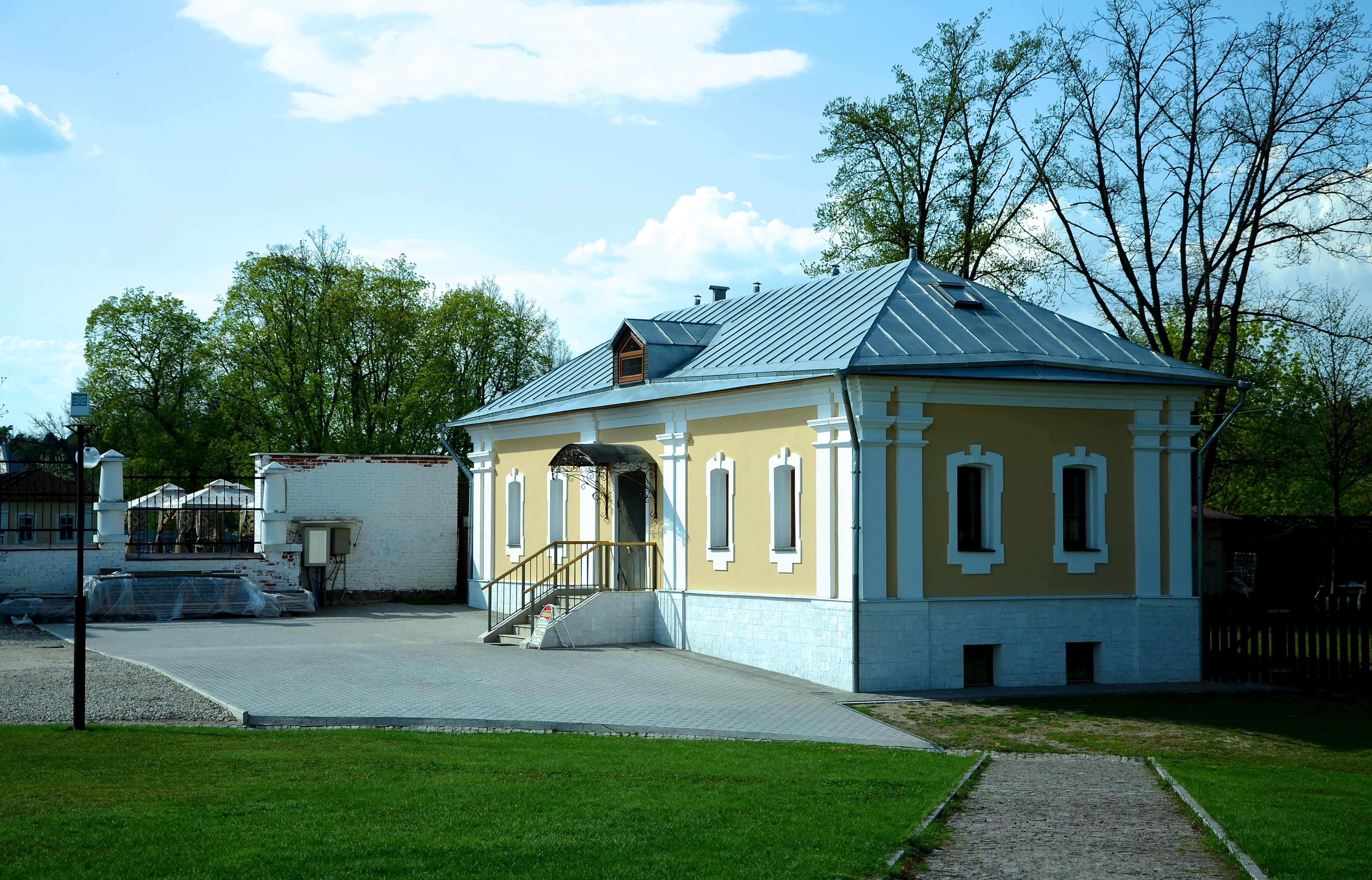
Флигель (воскресная школа) построен на месте утраченного

После смерти Матвея Дмитриева-Мамонова разгорается битва за его наследство, и, в 1864 году, усадьба вновь возвращается к роду Голицыных и достаётся его дальнему родственнику Сергею Михайловичу Голицыну. Этот Голицын до развода с первой женой Дубровицы почти не посещал, однако хозяйственная деятельность в имении велась весьма успешно. После развода Голицын оставил Кузьминки первой жене и, с новой супругой Елизаветой Владимировной Голицыной (урожденной Никитиной), перебрался в Дубровицы (весьма условно, ибо его карьера была весьма бурной и в Москве Голицын бывал нечасто). В 1889 году в имение была привезена мебель из старинного родового дворца в Риме. В 1907 году Голицын пригласил поработать в Дубровицы художника Евгения Гавриловича Соколова. Благодаря этой работе Соколову удалось жениться на двоюродной сестре — балерине Татьяне Соколовой - племяннице генерала Эверта. Свадьба состоялась в Дубровицах.

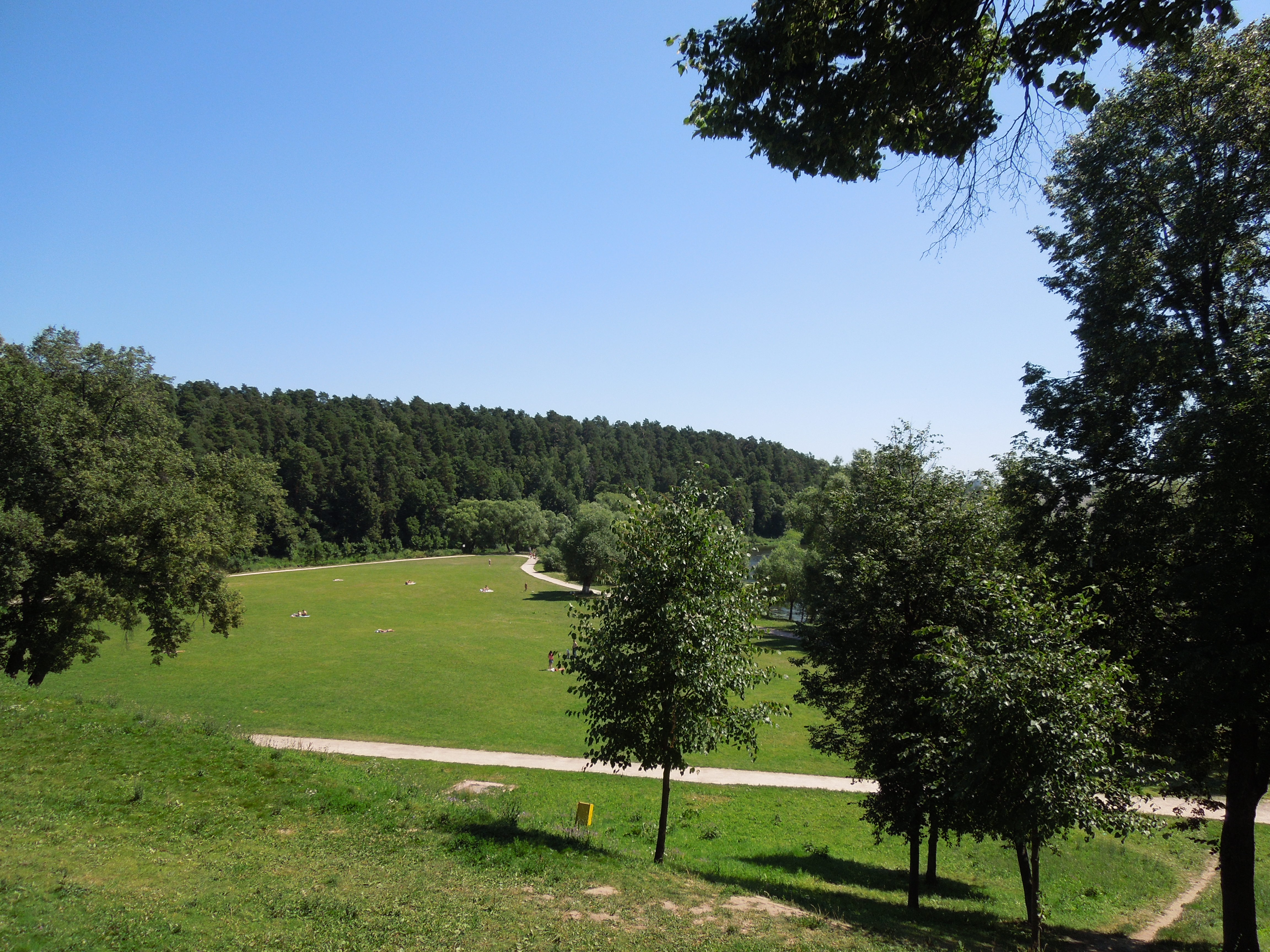
Певческое поле

В 1917 году в Дубровицах, в главном усадебном доме, открылся музей (сначала содержавшийся за счет бывших владельцев усадьбы). В 1918 музей уже носит название "Дубровицкий художественно-бытовой музей". В том же году наиболее ценные картины и экспонаты - более 100 предметов вывозятся в Москву. Лучшие портреты, хранившиеся у этой ветви Голицыных, поступили в ГТГ, среди них были полотна Рокотова, Тропинина, Кипренского, Брюллова. С 1921 года в музей поступили портреты, предметы мебели, книги из нескольких соседних усадеб. В марте 1927 года музей в Дубровицах был закрыт, его коллекция была раздроблена. Ликвидацию музея московские власти объясняли следующими причинами: «Здание ликвидируемого музея — построенное в конце XVIII века, ничего особенно ценного в смысле архитектурного стиля не представляет. <…> сборный характер обстановки лишил Дубровицы художественной цельности. Наряду с отдельными прекрасными вещами там было очень много посредственных и даже очень плохих произведений (вроде, напр., панно на главной лестнице)» . 
Экспонаты музея вывозились в Москву, Подольск, Никольское-Урюпино, Царицыно, Истру, где их можно найти в настоящее время. Значительная часть (в основном мебель) была передана в Остафьево, часть поступила в фонды музейного подотдела Московского отдела народного образования Моссовета (МОНО), а остальное огромное собрание, включая библиотеку в 3333 тома, перевезли в Никольское-Урюпино. В Никольском коллекции, привезенные из Дубровиц, не смешивались с имеющимися в музее. Они даже не были распакованы. В 1929 году при расформировании музея в Никольском все книги, в том числе и перевезенные из Дубровиц, отошли к музею в Архангельском. По плану раздела музея в Никольском часть коллекций была вывезена в Новый Иерусалим. В составе этого огромного фонда были архивы, большое количество графики, предметов прикладного искусства. Небольшая часть экспонатов из Никольского (в основном портреты Голицыных) и сейчас хранятся в фондах музея «Новый Иерусалим». Картины, бюсты, оружие, мебель и другие предметы из Дубровиц сейчас находятся в экспозициях в ГТГ, ГИМ, Новом Иерусалиме, Саратовском музее имени А. Н. Радищева и ряде других.

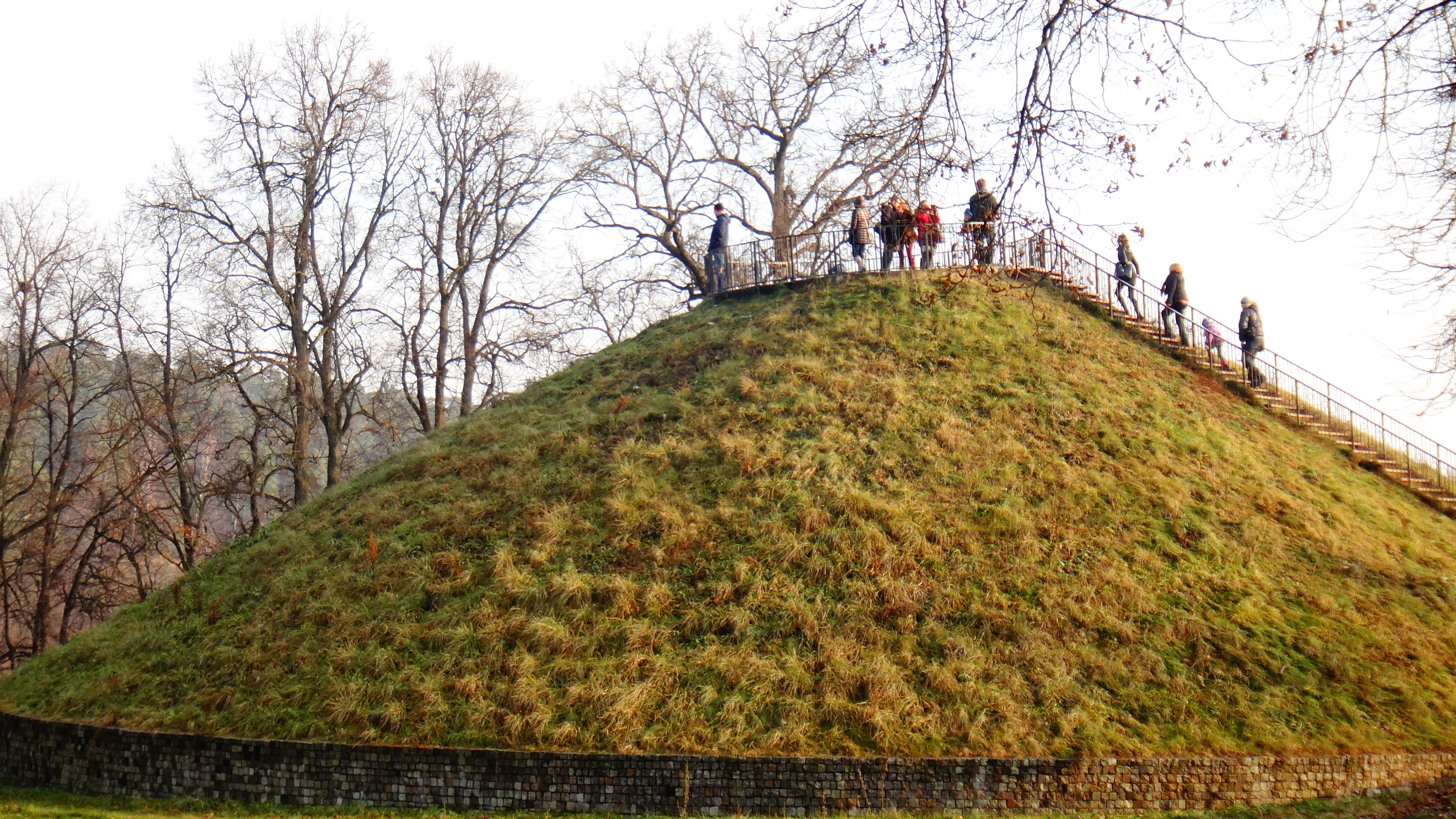
Курган, ныне смотровая площадка

В советское время в усадьбе располагались сельскохозяйственное училище и детский дом, лаборатория по электрификации сельского хозяйства, школа директоров колхозов, школа саперов, в 1940-х — штаб военной части и гарнизон Дубровицы (аэродром), с 1947 года — институт кормления сельскохозяйственных животных.

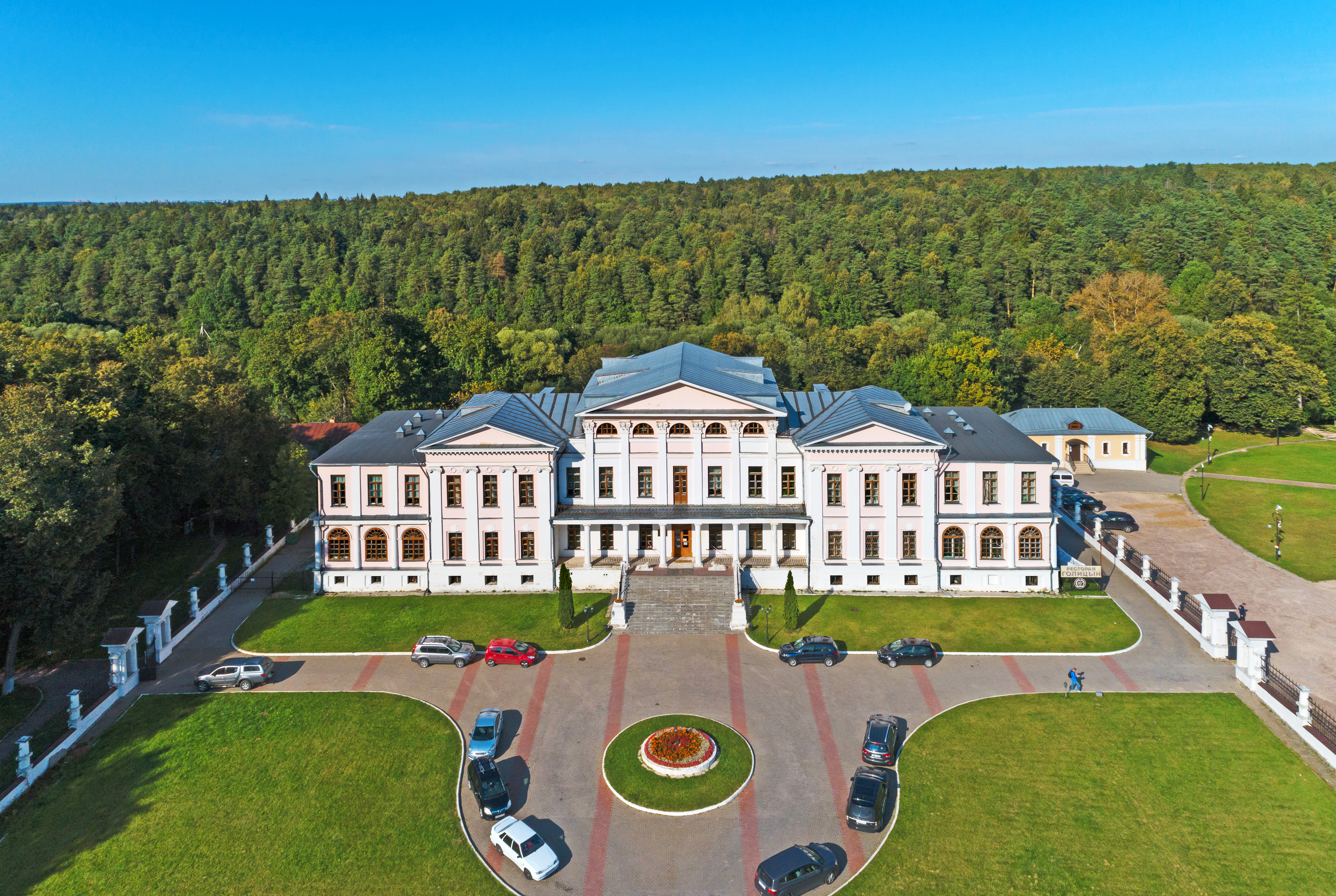
Дворец усадьбы

В августе 1960 года усадьба Дубровицы и храм Знамения были признаны памятниками архитектуры и взяты под охрану государства. В конце 1950-х в Дубровицы начали постепенно переводить расположенный в Москве Всесоюзный институт животноводства. Окончательно он был переведен в 1961 году, но строительство нового здания для института затягивалось и многие лаборатории и административные службы располагались в здании усадьбы и в постройках конного двора. В 1964 году в институте произошёл пожар, нанёсший большой ущерб зданию усадьбы, после чего несколько лет велась реставрация, в ходе которой были уничтожены уродливые надстройки третьего этажа — реставраторы оставили только надстроенные части над ранее одноэтажными верандами. Исторически близкий облик усадебным строениям вернули в ходе реконструкции 1967—1972 годов.
За это время был восстановлен внешний облик дворца усадьбы и частично его внутреннее убранство, а также три приусадебных флигеля. В начале XXI века крупной и спорной реставрации подверглась вся территория усадьбы. При выполнении работ использовались старинные планы и фотографии, но нынешний вид не соответствует ни одному историческому периоду.

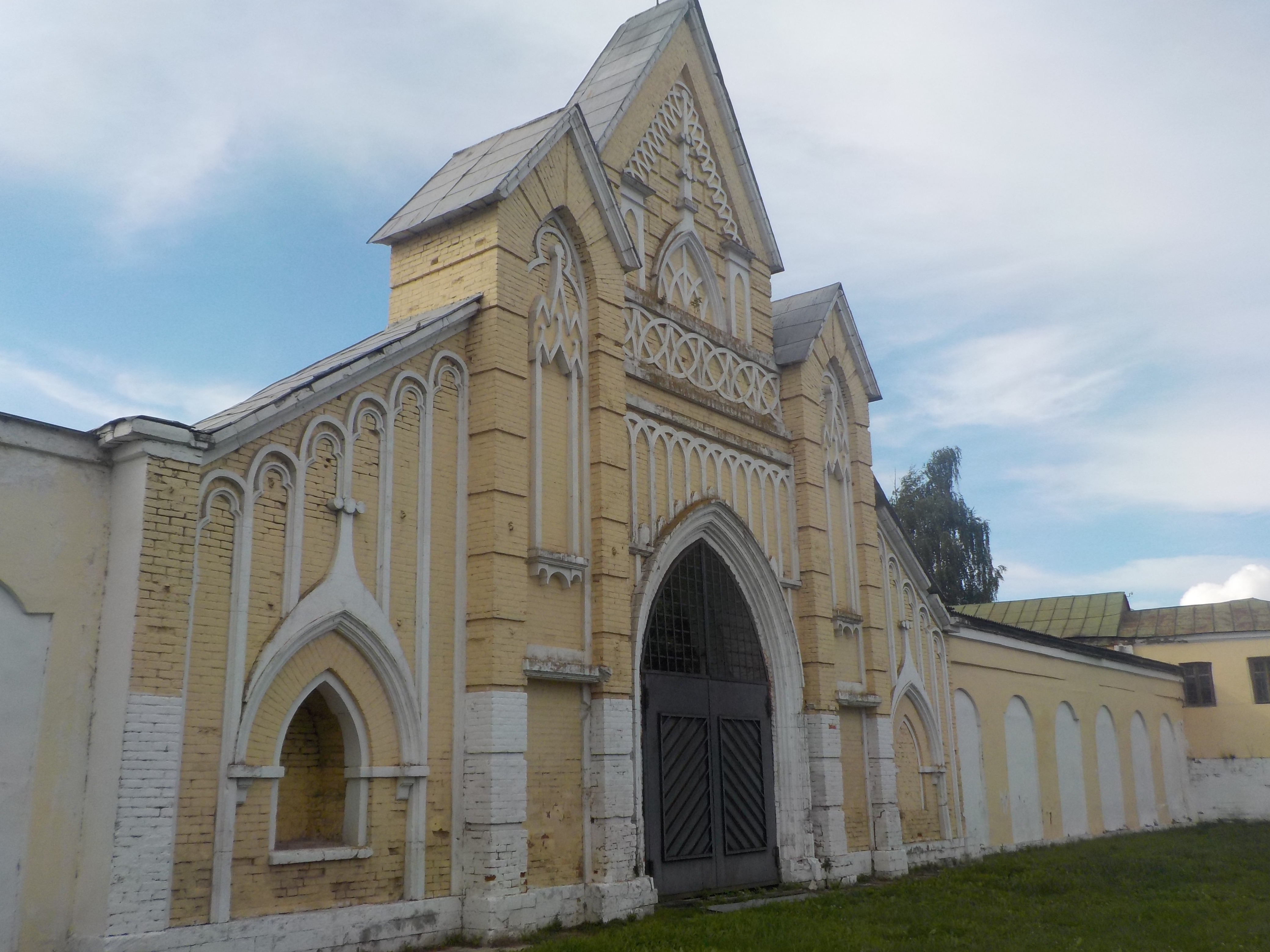
Ворота конного двора

В Дубровицах сохранилось большинство усадебных зданий: главный дом в стиле классицизма с крытыми боковыми верандами, пристроенными позже; кирпичные одноэтажные флигели середины XVIII века; конный двор второй четверти XIX века, здание бывшей оранжереи, служебные постройки. Особый интерес представляют ворота конного двора в стиле псевдоготики. Весной 2022 года на территории храма Знамения началось возведение храма-колокольни. 8 ноября 2022 года Святейший Патриарх Московский и всея Руси Кирилл освятил храм мучеников Адриана и Наталии в Дубровицах.
Колокольня восстановлена на месте построенной в XVIII веке, в ней был храм в честь святых Адриана и Наталии. Строение было разрушено в 1929-1930 годах. Перед началом строительства на территории, относящейся к селищу Дубровицы, работали археологи.

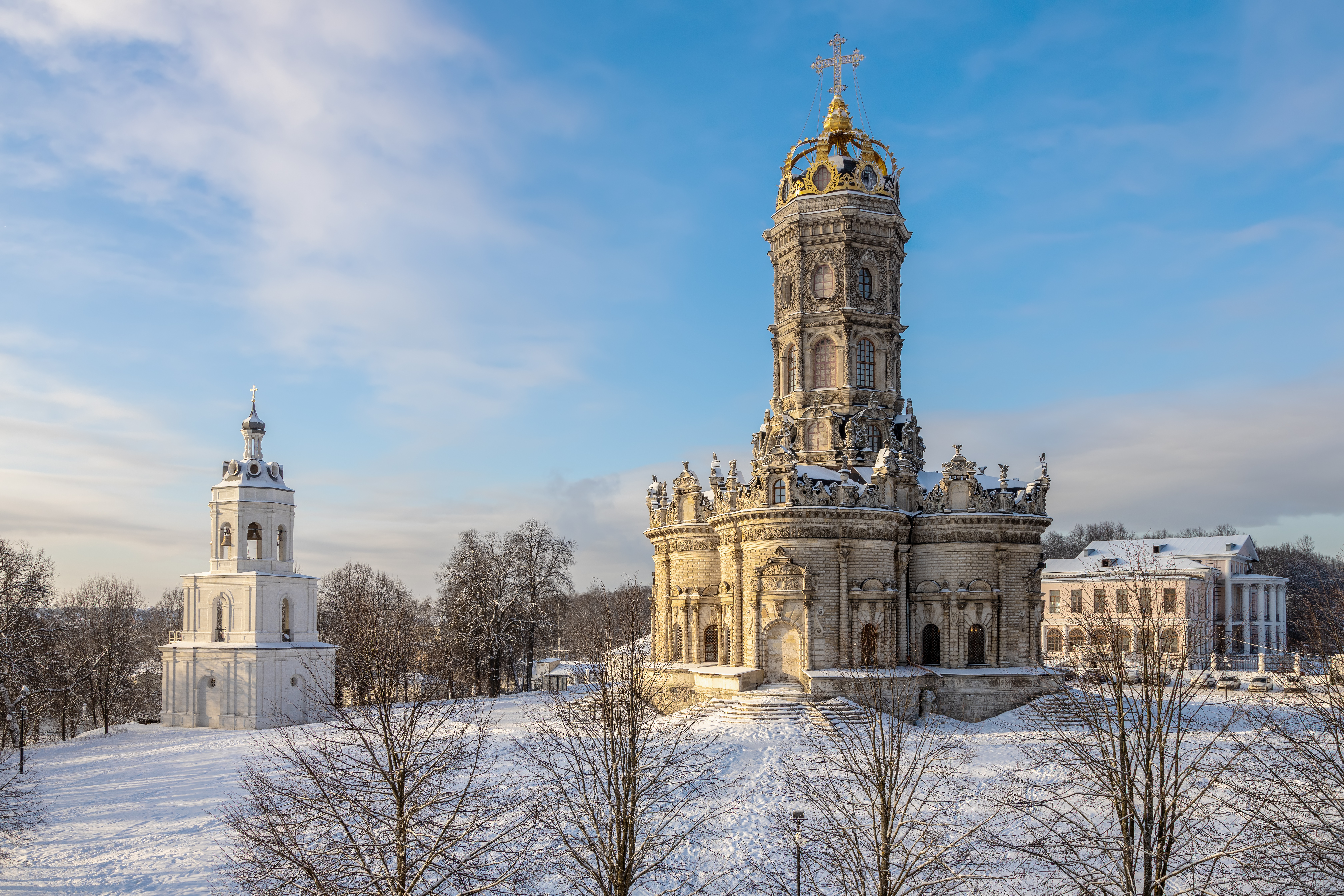
Церковь Знамения Пресвятой Богородицы

Главная достопримечательность усадьбы — церковь Знамения Пресвятой Богородицы, которая является образцом зрелого барокко. В 1999-2004 годах на территории усадьбы были проведены масштабные работы, в ходе которых было вырублено множество деревьев, закрывавших главный усадебный дом.
До 2019 года в главном доме усадьбы располагался ЗАГС Подольского района. Затем научные и административные подразделения Федерального научного центра животноводства — ВИЖ имени академика Льва Эрнста, в том числе одна из крупнейших в России научных библиотек в области животноводства. Подвальное помещение сдавалось в аренду под ресторан.

## Галерея

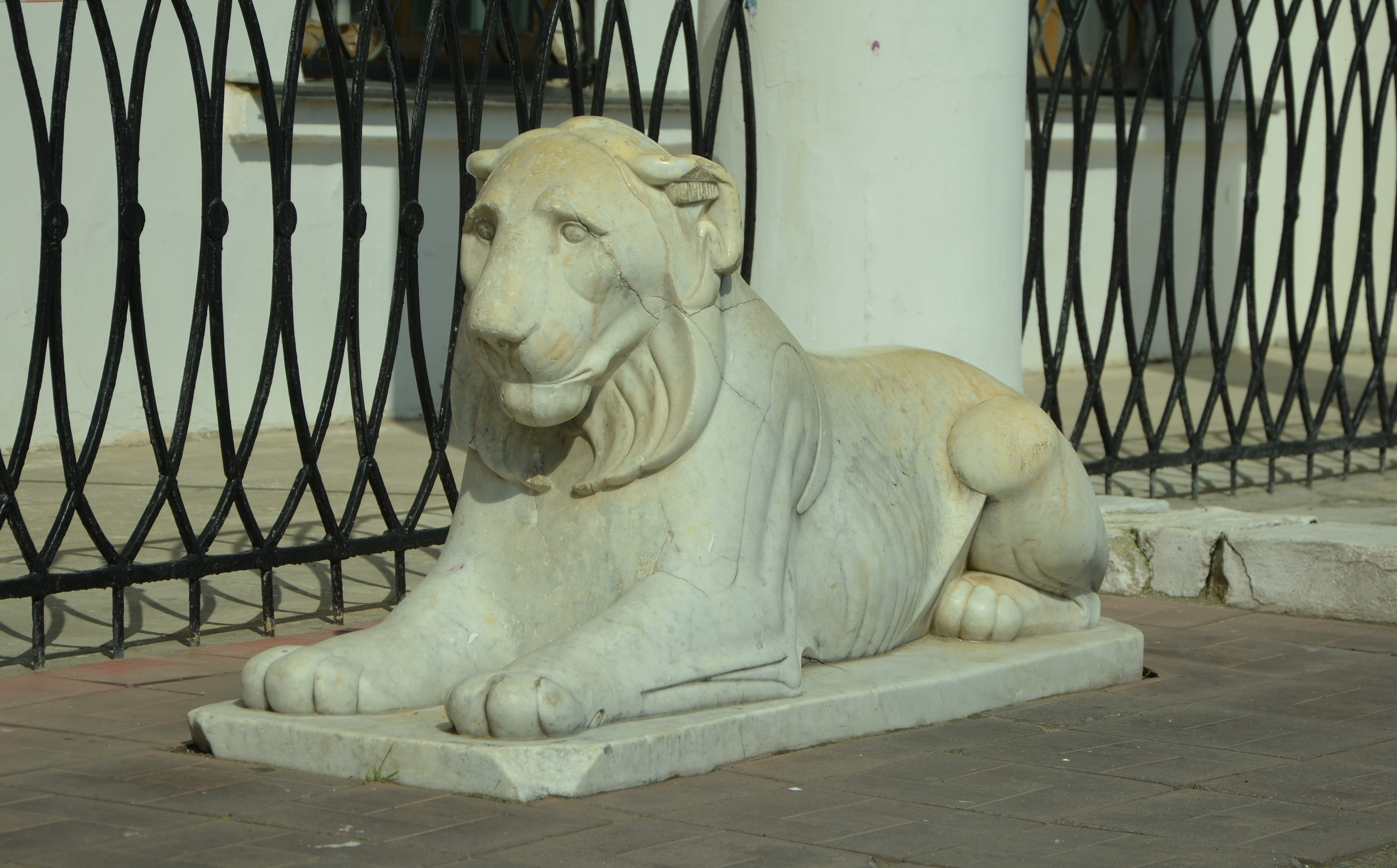
Скульптура льва около входа во дворец
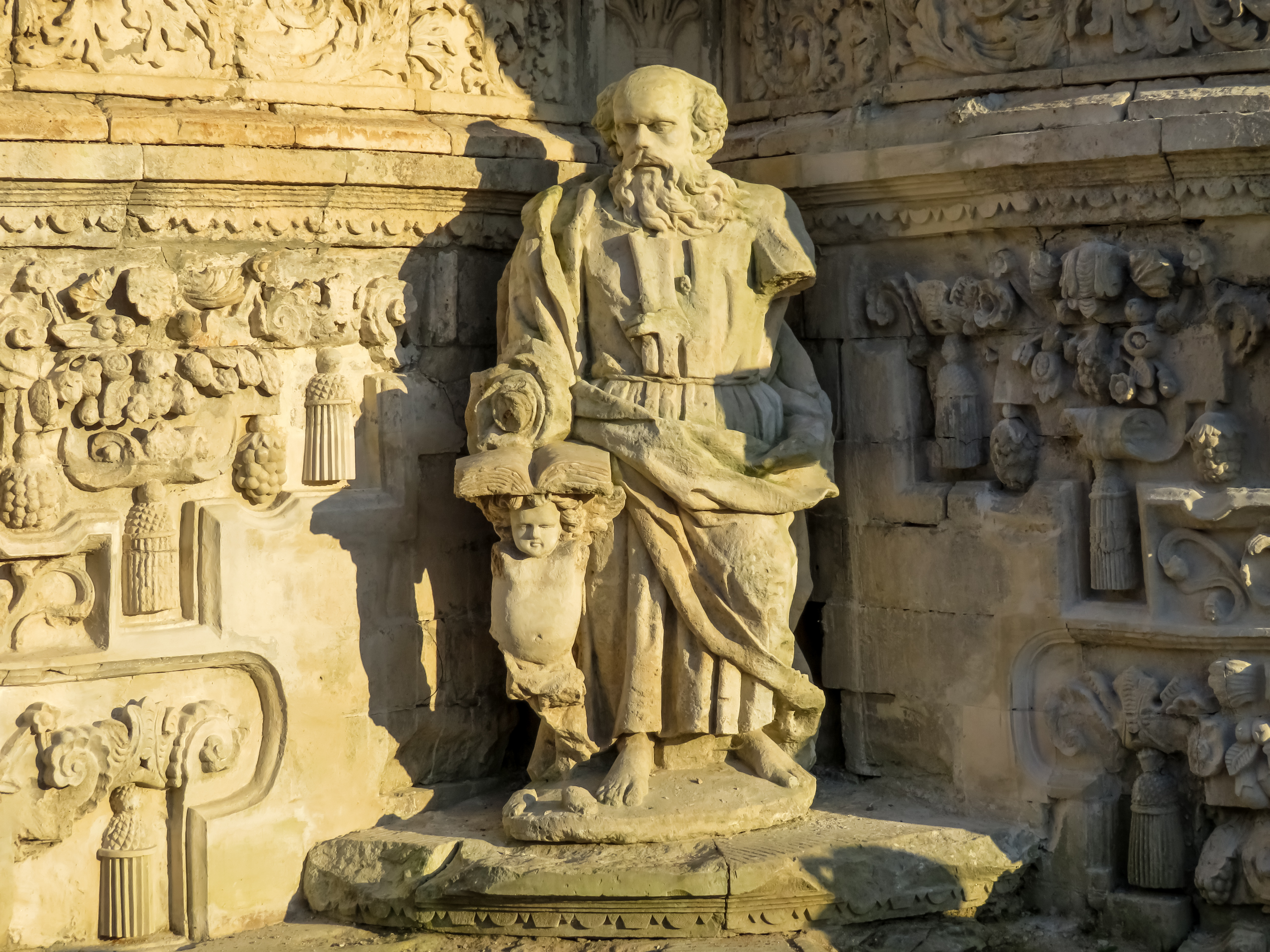
Декоративные элементы церкви Знамения Пресвятой Богородицы
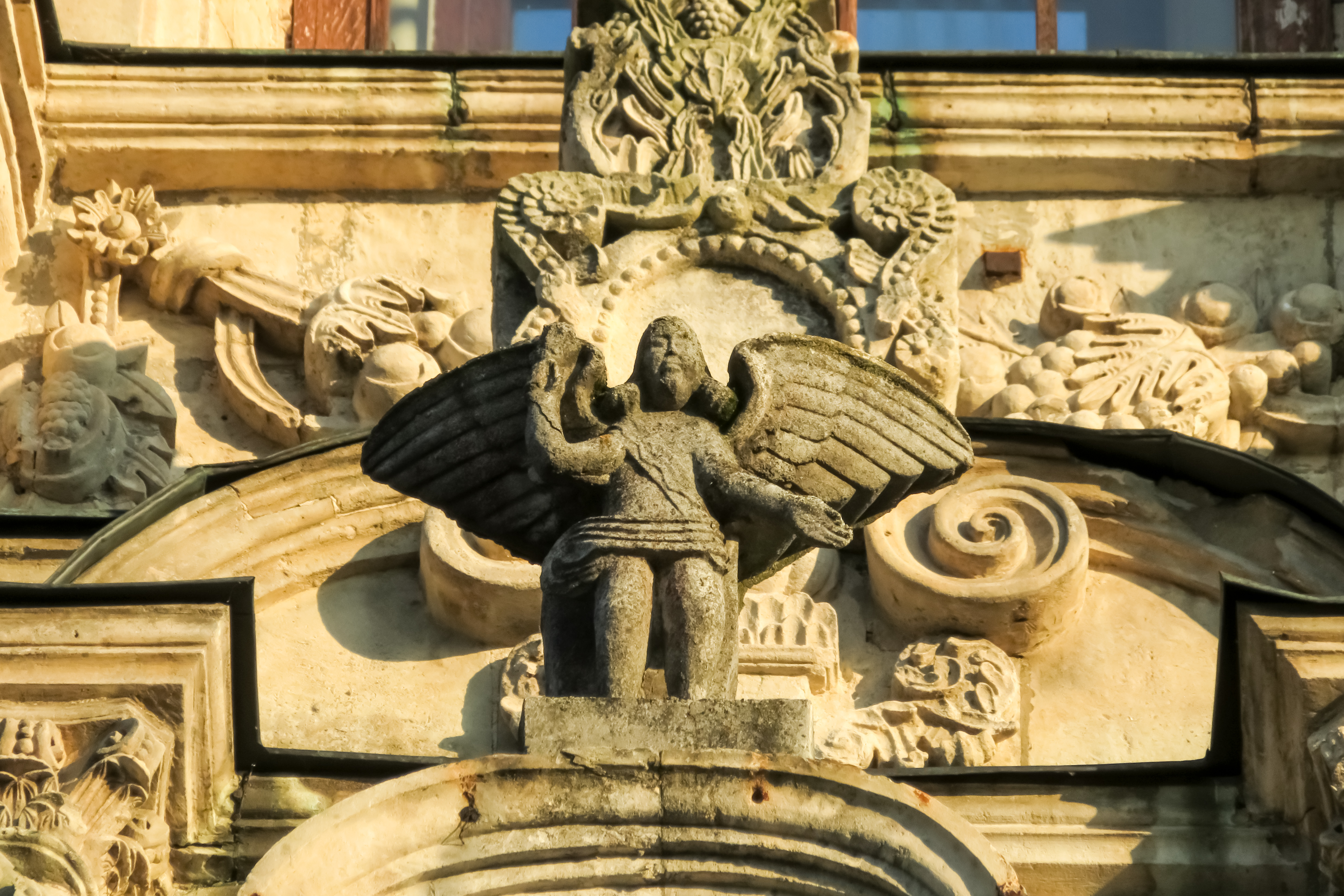
Декоративные элементы церкви Знамения Пресвятой Богородицы
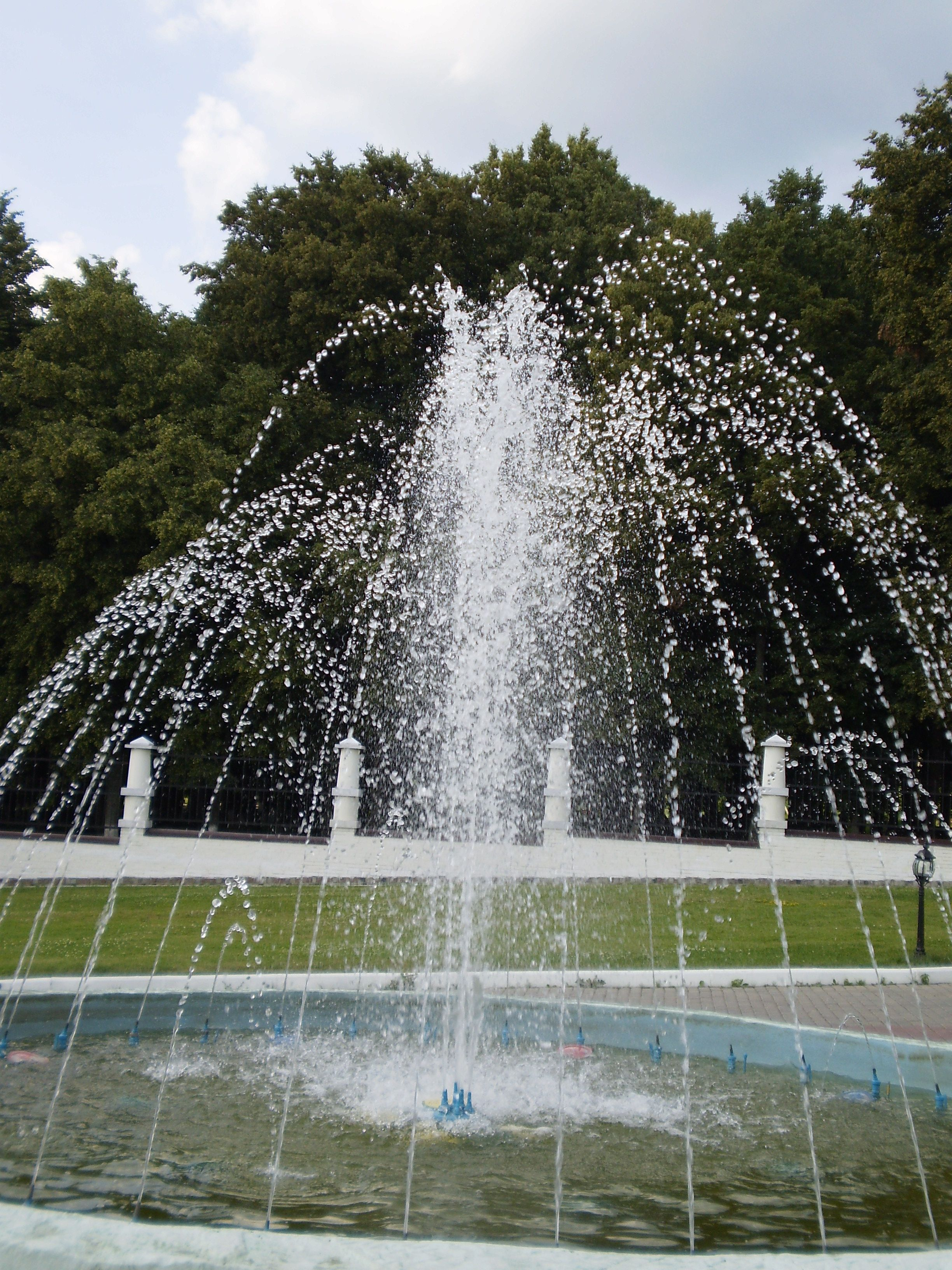
Современный фонтан в усадьбе Дубровицы (работал с 2002 по 2014)
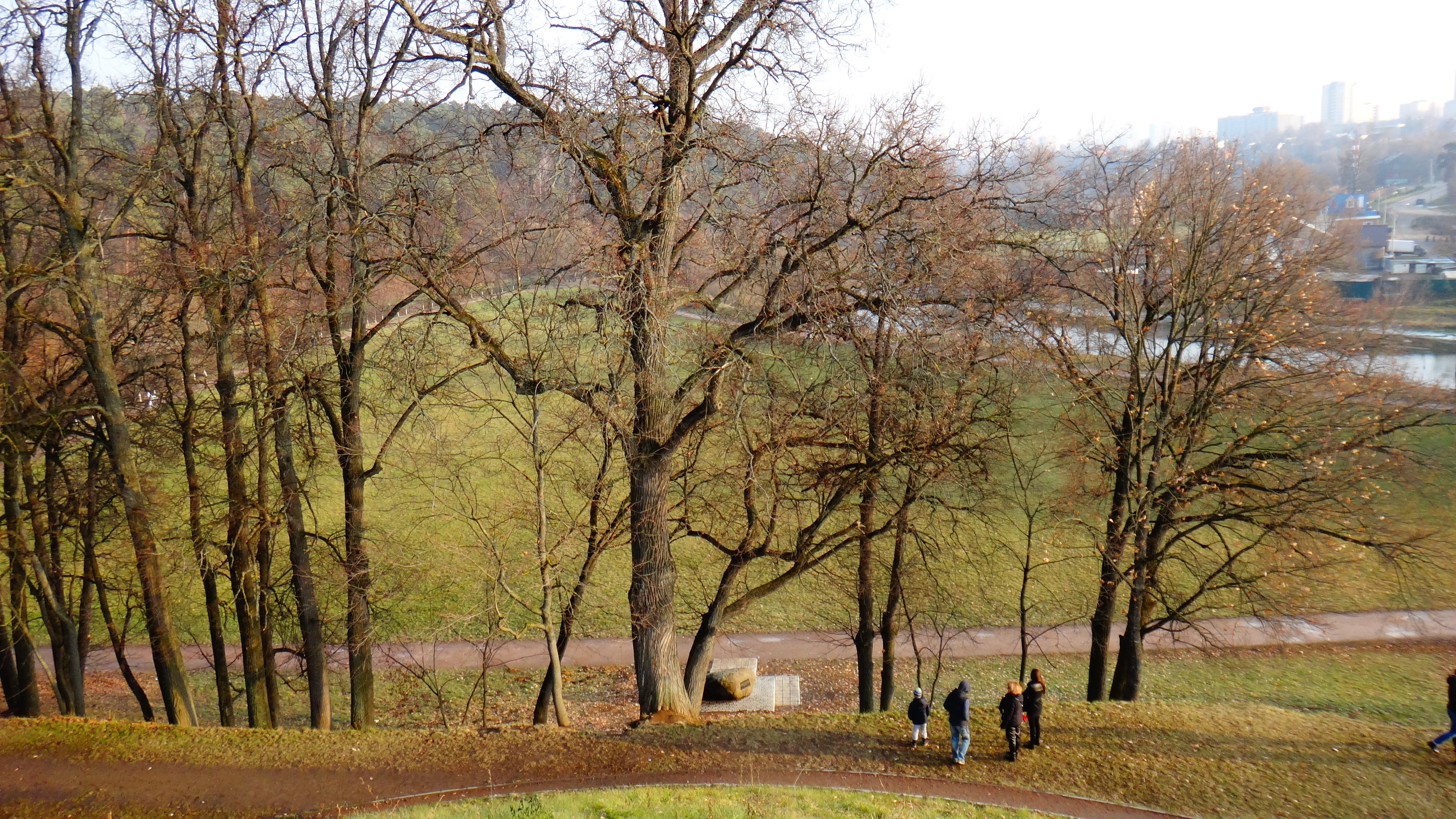
Вид со смотровой площадки на Певческое поле и камень в память о Марине Цветаевой